# Franja (giny)

Un senzill exemple de "franja", similar a la del Microsoft Office.

En informàtica, una franja (en anglès ribbon) d'una interfície gràfica d'usuari és un giny en què un conjunt de barres d'eines es col·loquen en pestanyes a la part superior d'una finestra i on s'exposen totes les funcions que pot realitzar un programa condensades en un sol lloc. Addicionalment poden aparèixer altres franges basades en el context de les dades.